# Шимановск
Шимано́вск — город (с 1950 года) в Амурской области России, административный центр Шимановского района (не входит в состав района), административно-территориальная единица и муниципальное образование городской округ город Шимановск.
Город расположен в средней части Амурско-Зейской равнины, по обоим берегам верхнего течения реки Большая Пёра (приток Зеи), в 251 км от Благовещенска.
Станция Шимановская на Транссибирской магистрали, относится к Забайкальской железной дороге.
В 4 км восточнее города проходит федеральная трасса Чита — Хабаровск.
В 35 км юго-восточнее Шимановска находится город Циолковский, центр нового российского космодрома «Восточный», строительство которого начато в 2012 году.

## История и этимология
В 1910 году был основан посёлок при железной дороге Пёра, в 1914 году его переименовали в Гондатти в честь генерал-губернатора Приамурского генерал-губернаторства (в состав которого входила Амурская область), этнографа Николая Львовича Гондатти (1860—1946). В 1920 году станция была переименована в Шимановск, а посёлок во Владимиро-Шимановский в честь революционера, инженера-железнодорожника Владимира Шимановского (1882—1918), расстрелянного во время Гражданской войны в Благовещенске. В 1950 году посёлку был присвоен статус города и современное имя Шимановск. С 1975 года Шимановск является городом областного подчинения.

## Климат
- Среднегодовая температура воздуха — −1,2 °C
- Относительная влажность воздуха — 67,6 %
- Средняя скорость ветра — 2,4 м/с

| Среднесуточная температура воздуха в Шимановске по данным NASA | Среднесуточная температура воздуха в Шимановске по данным NASA | Среднесуточная температура воздуха в Шимановске по данным NASA | Среднесуточная температура воздуха в Шимановске по данным NASA | Среднесуточная температура воздуха в Шимановске по данным NASA | Среднесуточная температура воздуха в Шимановске по данным NASA | Среднесуточная температура воздуха в Шимановске по данным NASA | Среднесуточная температура воздуха в Шимановске по данным NASA | Среднесуточная температура воздуха в Шимановске по данным NASA | Среднесуточная температура воздуха в Шимановске по данным NASA | Среднесуточная температура воздуха в Шимановске по данным NASA | Среднесуточная температура воздуха в Шимановске по данным NASA | Среднесуточная температура воздуха в Шимановске по данным NASA |
| Янв                                                            | Фев                                                            | Мар                                                            | Апр                                                            | Май                                                            | Июн                                                            | Июл                                                            | Авг                                                            | Сен                                                            | Окт                                                            | Ноя                                                            | Дек                                                            | Год                                                            |
| −25,3 °C                                                       | −19,7 °C                                                       | −9,9 °C                                                        | 2,2 °C                                                         | 10,4 °C                                                        | 17,2 °C                                                        | 20,0 °C                                                        | 17,3 °C                                                        | 10,1 °C                                                        | 0,0 °C                                                         | −14,5 °C                                                       | −23,6 °C                                                       | −1,2 °C                                                        |
| -------------------------------------------------------------- | -------------------------------------------------------------- | -------------------------------------------------------------- | -------------------------------------------------------------- | -------------------------------------------------------------- | -------------------------------------------------------------- | -------------------------------------------------------------- | -------------------------------------------------------------- | -------------------------------------------------------------- | -------------------------------------------------------------- | -------------------------------------------------------------- | -------------------------------------------------------------- | -------------------------------------------------------------- |

| Показатель | Янв.  | Фев.  | Март  | Апр.  | Май  | Июнь | Июль | Авг. | Сен. | Окт. | Нояб. | Дек.  | Год  |
| --- | ----- | ----- | ----- | ----- | ---- | ---- | ---- | ---- | ---- | ---- | ----- | ----- | ---- |
| Абсолютный максимум, °C | −1    | 2,7   | 17,0  | 26,7  | 34,0 | 39,1 | 37,4 | 35,0 | 32,6 | 27,4 | 11,0  | 0,0   | 39,1 |
| Средний суточный максимум, °C | −18,5 | −12,8 | −3,8  | 7,8   | 17,0 | 23,9 | 25,9 | 23,3 | 16,6 | 6,1  | −8,6  | −17,8 | 5,0  |
| Средняя температура, °C | −25,6 | −20,6 | −10,5 | 2,0   | 10,4 | 17,5 | 20,1 | 17,4 | 10,0 | −0,3 | −14,7 | −24,1 | −1,5 |
| Средний суточный минимум, °C | −32,5 | −28,9 | −19,4 | −5,4  | 2,2  | 9,2  | 13,2 | 10,6 | 2,8  | −7,2 | −21,4 | −30,4 | −8,9 |
| Абсолютный минимум, °C | −49   | −46,1 | −37,2 | −23,9 | −8,5 | −2   | 1,2  | −0,5 | −10  | −24  | −37,7 | −48,9 | −49  |
| Норма осадков, мм | 6     | 8     | 10    | 29    | 38   | 79   | 126  | 84   | 63   | 25   | 17    | 11    | 496  |
| Источник: Шимановск, Российская федерация. Архив климатических данных. Дата обращения: 23 апреля 2012. Архивировано из оригинала 29 ноября 2014 года. |       |       |       |       |      |      |      |      |      |      |       |       |      |

## Экономика
По состоянию на 2008 год на территории города было зарегистрировано 188 предприятий различных форм собственности, а также 318 индивидуальных предпринимателей.

### Производство
Шимановск развивался во время строительства БАМа как один из центров производства стройматериалов. Крупнейший комбинат, существовавший в то время — это «Бамстройиндустрия», располагавшийся на улице Плеханова до июня 1997 года. На комбинате производились бетон, железобетонные конструкции и стеновые блоки. Сварные металлоконструкции, кузнечно-прессовых устройств в Шимановске осуществлял ОАО «Шимановский завод кузнечно-прессового оборудования» прекративший своё существование в 1997 году.
Предприятие ТОО «Шимановский Лесопильно-Деревообрабатывающий комбинат» производило оконные блоки, строительные плиты, детали из древесины и на древесной основе, щитовой паркет и другие изделия из древесины до 1996 года.
Добычей и заготовкой леса занимается ГУ Шимановский лесхоз.
Созданный изначально как авторемонтный завод для дорожно-строительных машин и действующий ныне Шимановский машиностроительный завод, АО ПО ШМЗ «Кранспецбурмаш» — единственное на Дальнем Востоке предприятие, выпускающее подъемники для специальной крановой бурильной машины и автомобильные краны. Завод также производит сельскохозяйственную и лесозаготовительную технику, водогрейные котлы, спортивные сооружения, металлоконструкции. Как и прежде завод производит частичный и капитальный ремонт автомобилей всех марок. Но к сожалению дела не так позитивны и сокращено более 90 % персонала.
Единственным и стабильным предприятием где работает большой процент населения является филиал ФГУП «ЦЭНКИ» — Космический центр «Восточный» расположенный близ города Циолковский.

### Транспорт
На территории города действует железнодорожный узел, станция Шимановская. Пассажиров обслуживает вокзал, расположенный по адресу Первомайская, д. 15.
Город находится вблизи федеральной автотрассы «Чита — Хабаровск», благодаря чему он связан автобусным сообщением с Благовещенском и ближайшими городами. Ежедневно по маршруту Шимановск — Циолковский (Углегорск) —Белогорск — Благовещенск проходит 4 рейсовых автобуса в каждом направлении.
Общая протяженность улиц и проездов в Шимановске составляет 131,4 км, на территории города действует 5 АЗС.

### Финансы
В Шимановске действуют филиалы шести крупных Российских банков: Азиатско-Тихоокеанский Банк, Сбербанк, ВТБ, Россельхозбанк, Совкомбанк

## Население
| 1931    | 1939    | 1959    | 1967    | 1970    | 1979    | 1989    | 1990    | 1995    | 2000    |
| ------- | ------- | ------- | ------- | ------- | ------- | ------- | ------- | ------- | ------- |
| 6500    | ↗13 510 | ↗17 891 | ↘15 000 | ↗16 880 | ↗25 586 | ↗26 274 | ↗27 277 | ↘25 080 | ↘23 297 |
| 2001    | 2002    | 2003    | 2004    | 2005    | 2006    | 2007    | 2008    | 2009    | 2010    |
| ↘22 900 | ↘22 267 | ↗22 300 | ↘22 200 | ↘22 100 | →22 100 | →22 100 | ↘21 900 | ↘21 784 | ↘19 815 |
| 2011    | 2012    | 2013    | 2014    | 2015    | 2016    | 2017    | 2018    | 2019    | 2020    |
| ↘19 805 | ↘19 595 | ↘19 384 | ↘19 116 | ↘18 941 | ↘18 810 | ↘18 706 | ↘18 643 | ↘18 542 | ↗18 566 |
| 2021    | 2023    |         |         |         |         |         |         |         |         |
| ↘16 488 | ↘16 178 |         |         |         |         |         |         |         |         |

На 1 января 2025 года по численности населения город находился на 747-м месте из 1124 городов Российской Федерации.

## Русская православная церковь
- Храм Спаса Нерукотворного. Освящён в 2012 году[34].

## Достопримечательности
Памятник В. И. Ленину, установленный перед зданием администрации Шимановского района. В Шимановском районе расположена одна из главных природных достопримечательность Приамурья — Горящие горы, дымящиеся горы из каменного угля.

## Культура
В городе есть городской парк, стадион «Локомотив», современный кинотеатр «Спутник», городской краеведческий музей, Дом Культуры и Спорта (ДКиС), городская библиотека.
Имеется центр детского творчества, в котором дети занимаются в различных кружках (танцы, рисование, пение). Также в городе есть музыкальная и художественная школы.

## Образование
В городе находятся 4 школы (№ 1, № 2, № 3, № 4), а также ГПОАУ АО «Амурский технический колледж» (отделение № 3);
Детская Школа Искусств (ДШИ), включающая в себя музыкальное, художественное и театральное отделение;
Муниципальное Учреждение Начального Профессионального Образования Шимановский Учебно-Курсовой Комбинат (МУ УКК).
До 2014 года существовала начальная школа № 5. Теперь в этом здании находится Центр Детского Творчества (ЦДТ).
Государственное Специальное (Коррекционное) Образовательное Учреждение для обучающихся, воспитанников с ограниченными возможностями здоровья (ГС(К)ОУ) Школа-Интернат № 11 Г. Шимановска зарегистрирована 26 января 1995 года — расформирована.

## Известные жители и уроженцы
- Геннадий Матвеевич Фадеев — российский государственный деятель, Первый министр путей сообщения Российской Федерации в 1992−1996 годах, министр путей сообщения в 2002−2003 годах. Первый Президент ОАО «РЖД». Полный кавалер ордена «За заслуги перед Отечеством».
- Мохов, Александр Анатольевич, известный актер театра и кино, режиссер, продюсер. [36]